# Davide Bramati
Davide Bramati (født 28. juni 1968 i Vaprio d'Adda) er en tidligere professionel cykelrytter fra Italien, der stoppede sin aktive karriere i 2006. Siden 2006 har han været sportsdirektør og træner for det belgiske hold Soudal Quick-Step.
Bramati deltog fra 1993 til 2004 i Tour de France seks gange, Giro d'Italia (1991-2006) 12 gange. Fra 1990 til 2002 var han på startlisten ved Vuelta a España seks gange, hvor han i 2000 vandt en etape. 